# Tenryū-ku
Tenryū-ku (天竜区?) è uno dei tre quartieri amministrativi della città di Hamamatsu, in Giappone.